# Victor Goybet

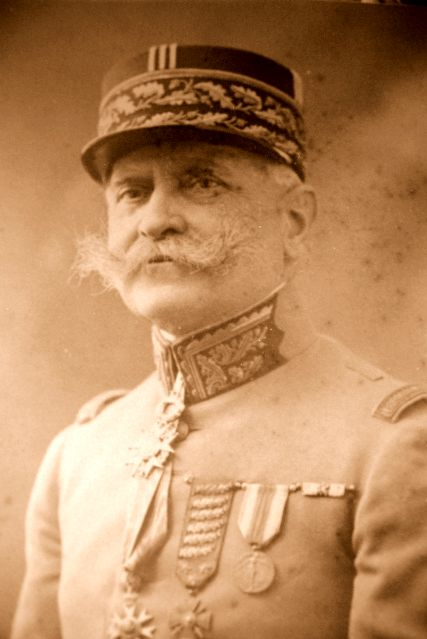
Victor Goybet

Victor-Louis Goybet  (* 9. Juni 1865 in Lyon, Frankreich; † 1947) war ein französischer Général de division im Ersten Weltkrieg.

## Laufbahn

### Ausbildung
Victor Goybet studierte zunächst an der Militärschule Saint-Cyr bis zum Jahr 1885.
Er wurde danach Sous-lieutenant des 30eme BCA (bataillon chasseurs alpins), in Grenoble. Anschließend besuchte er weiter die Militärschule, die er mit lobender Erwähnung abschloss; daher wurde er in den Generalstab versetzt (1898).

### Goybet bei den Alpenjägern
Er legte fast seine gesamte Laufbahn in den Gebirgstruppen, einer Elitetruppe der französischen Armee, zurück. Während des Ersten Weltkrieges wurde er 1914 und 1916 verletzt. Als Kommandant des 101e régiment d’infanterie, später Kommandant der 79. Brigade der Chasseurs alpins, nahm er an der Schlacht um Verdun teil. Er war an der Schlacht an der Somme (1916) beteiligt. Er wurde Kommandant der 65. Infanterie-Division und stieß 1918 mit seinen Truppen bis nach Mainz vor, wo er am 9. Dezember 1918 einmarschierte. Nach dem Waffenstillstand von Compiègne war er der erste Stadtkommandant von Mainz.

### Weitere Karriere
Goybet wurde 1919 zum Général de brigade und 1926 zum Général de division  befördert.

## Familie
Der 1898 geborene Oberst Charles Goybet war sein Sohn. Offizier der Ehrenlegion, 1914–1918 (Schlacht an der Aisne) und 1939–1945 (Campagne de Norvège).